# Fort de Kangra
Le Fort de Kangra est situé à 20 kilomètres de la ville de Dharamsala, à la périphérie de la ville de Kangra, en Inde.

## Histoire

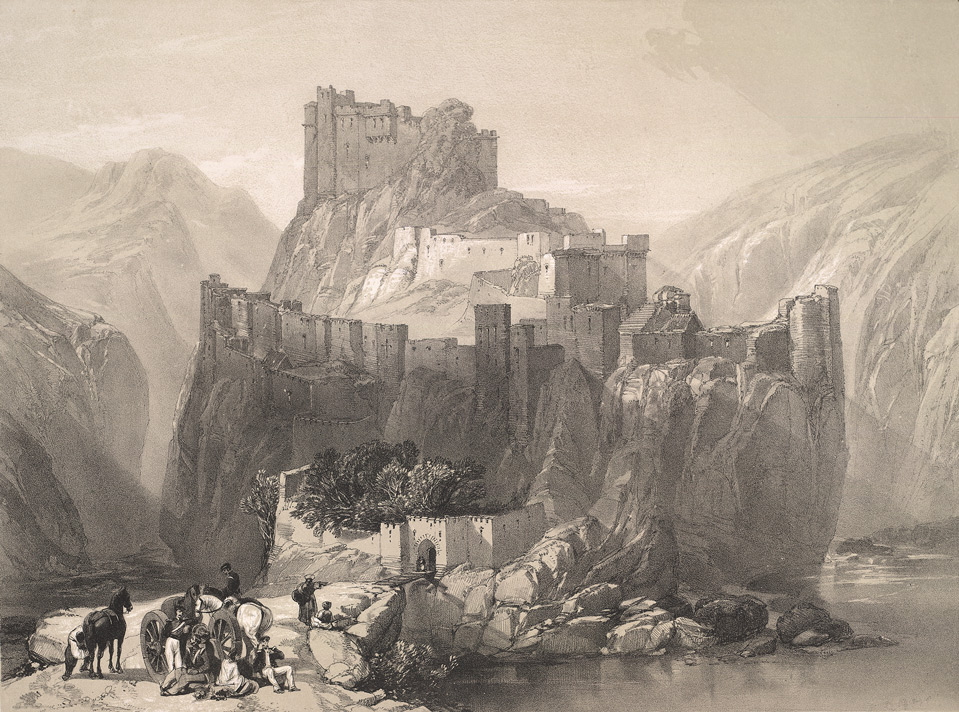
Le fort de Kangra en 1847, par Charles Hardinge

Le Fort de Kangra a été construit par la famille royale Rajput du royaume de Kangra, de la dynastie Katoch au IVe siècle après J-C, qui tire ses origines du Royaume de Trigarta, mentionné dans l'épopée de Mahabharata.
Raja Dharam Chand s'est soumis au souverain moghol Akbar en 1556 et accepta de rendre hommage notamment en renonçant à contester le Fort. Cependant, en 1620, l'Empereur Jahangir tua ce roi Katoch, Raja Hari Chand, et annexa le Royaume de Kangra.
Sous le commandement de Nawab Ali Khan et de l'aide de Raja Jagat Singh, le fort fut capturé en 1620 et sous les règles mogholes jusqu'en 1783.
En 1621, Jahangir est venu visiter le fort et ordonna l'abattage d'un bœuf.
Une mosquée y fut bâtie plus tard.
Alors que l'empire moghol commença à s'effondrer, un descendant de Raja Dharam Chand, Raja Sansar Chand Bahadur II a commencé une série de conquêtes de Kangra avec le soutien du chef Sikh, Jai Singh Kanhaiya du misl de Kanhaiya.
Néanmoins, après la mort du gouverneur Moghol Saif Ali Khan, le fort a été cédé en 1783 par son fils au chef Sikh Jai Singh Kanhaiya du misl de Kanhaiya en échange d'un passage sécurisé et sans danger.
Cette trahison de Jai Singh Kanhaiya amena Raja Sansar Chand à solliciter les services des misaldars sikhs :
Maha Singh du misl de Sukerchakia (père de Maharaja Ranjit Singh) et Jassa Singh Ramgarhia pour assiéger le fort.
En 1786, Raja Sansar Chand gagna le fort de Kangra à l'aide d'un traité de paix avec Jai Singh Kanhaiya en échange d'une concession territoriale au Punjab.
Sansar Chand s'obstina assez rapidement à expandre son royaume et à conquérir des royaumes proches de Chamba, Mandi, Suket et Nahan.
En 1805, il tourna son attention à Bilaspur, cependant, le Raja de Bilaspur de l'époque fit appel au puissant royaume Gurkha qui avait déjà conquis Garwal, Sirmour et d'autres petits états des collines de Shmila.
Une armée de 40 000 Gurkhas a ensuite répondu en traversant la rivière Sutlej et en capturant rapidement de nombreux forts.
En 1808, les Gurkhas font une offensive décisive et capturent le fort de Pathiyar à Palampur.
En 1809, la ville de Kangra elle-même fut directement sous la menace des Gurkhas et Sansar Chand pris refuge au fort de Kangra.
Sansar Chand se tourna ensuite vers le Maharaja (Ranjit Singh) de Lahore pour de l'aide, ce qui conduisit à la guerre Gurkha-Sikhe de 1809 dans laquelle les Gurkhas ont échoué et ont été forcés à repartir vers la rivière Ghaghara.
En échange de son aide, le Maharaja (Ranjit Singh) prit possession de l'ancien fort aux côtés de 76 villages le 24 Août 1809 tout en laissant le reste de Kangra à Sansar Chand.
Enfin, le fort fut finalement pris par les britanniques après la guerre Anglo-Sikhe de 1846.
Une garnison britannique occupa le fort jusqu'à ce qu'il soit lourdement endommagé par le seisme de Kangra de 1905.

## Galerie

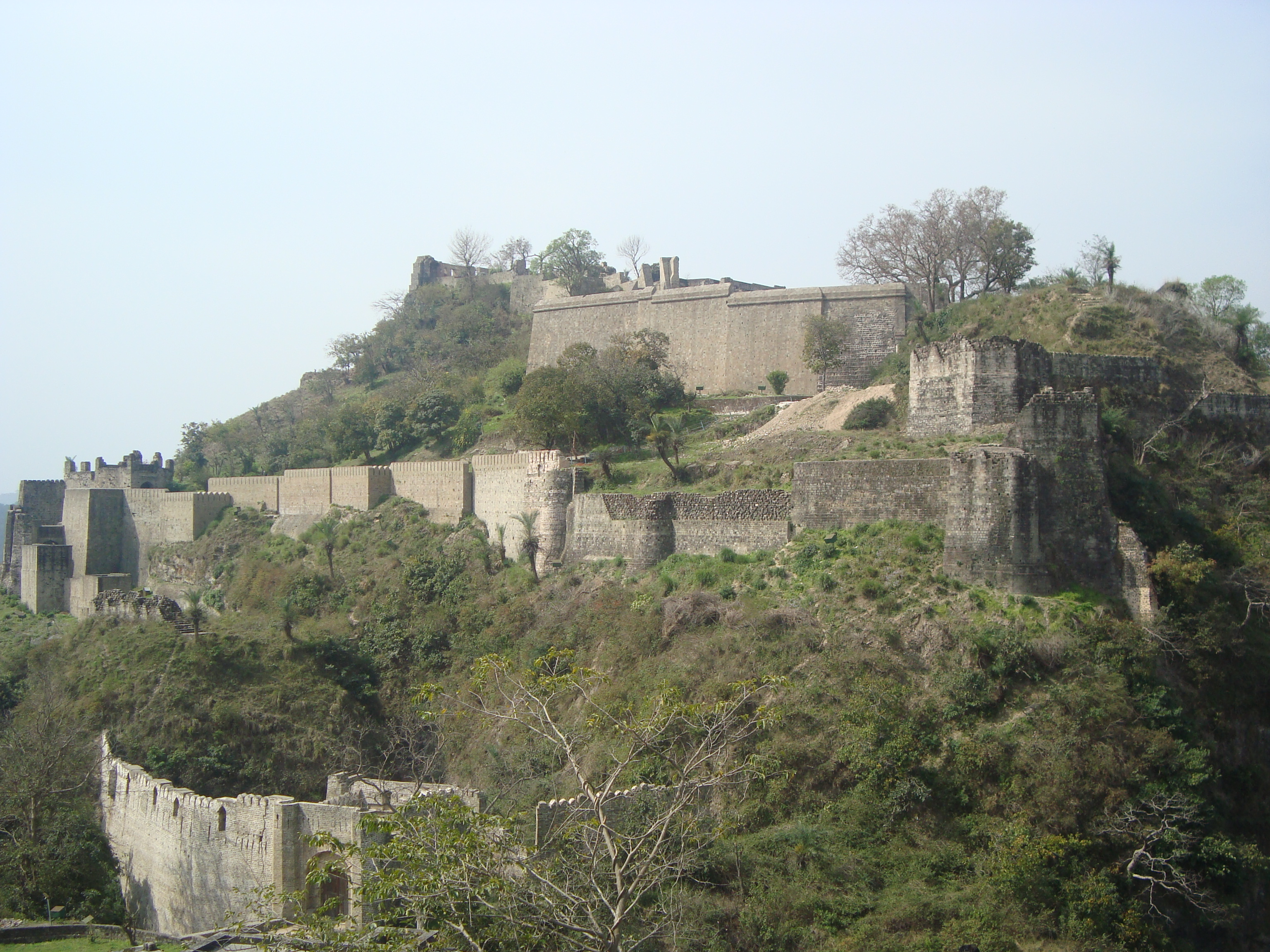
Le Fort de Kangra vu depuis le musée de Sansar Chand
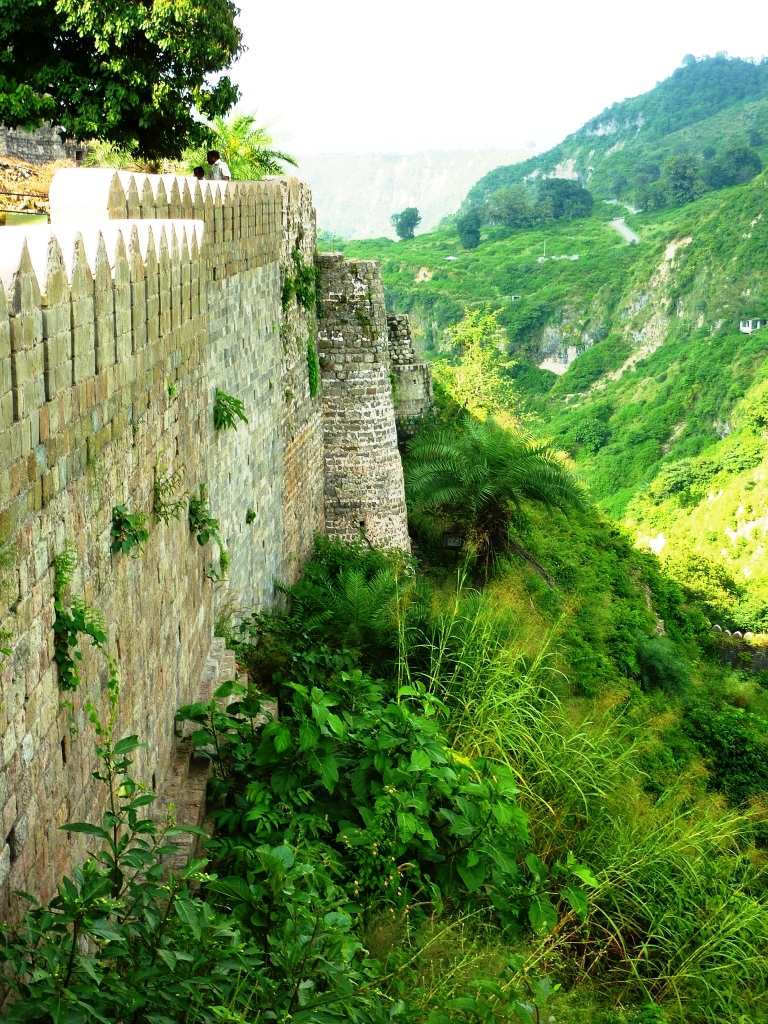
Vue du mur du Fort de Kangra
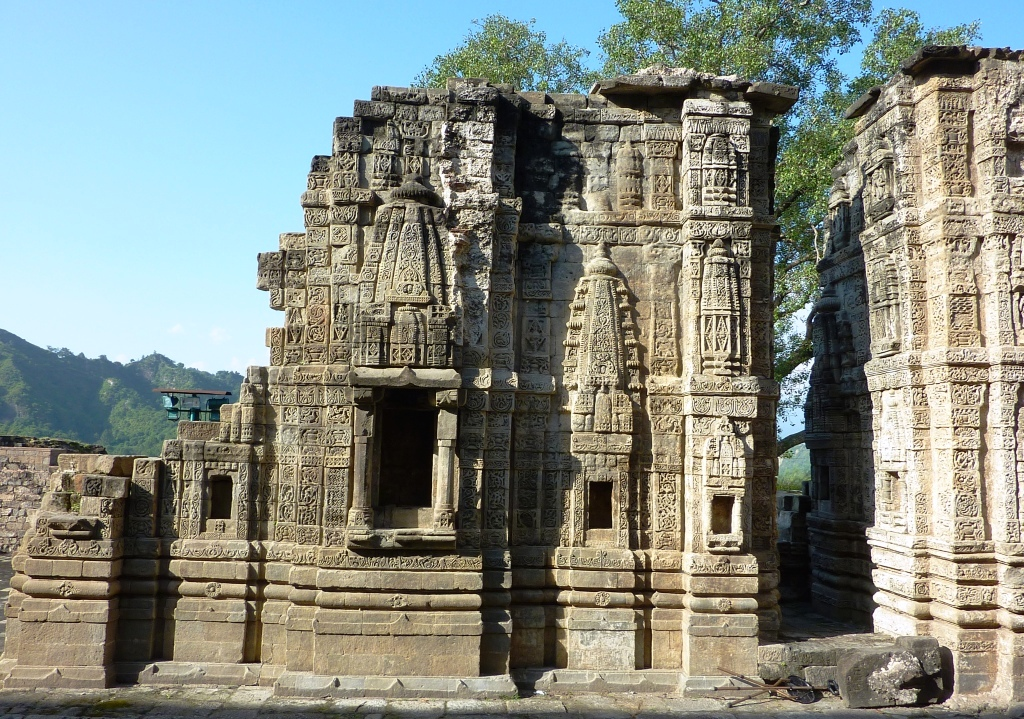
Temple de Laxmi Narayan à l'intérieur du Fort de Kangra
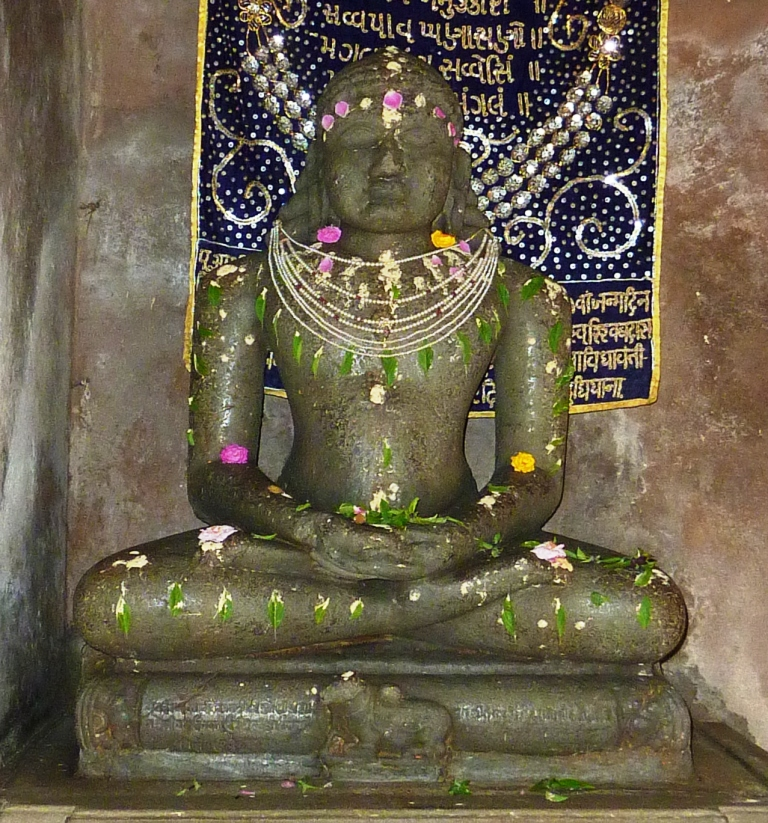
Statue de Rishabhnatha dans le temple de Ambika Mata au sommet du Fort
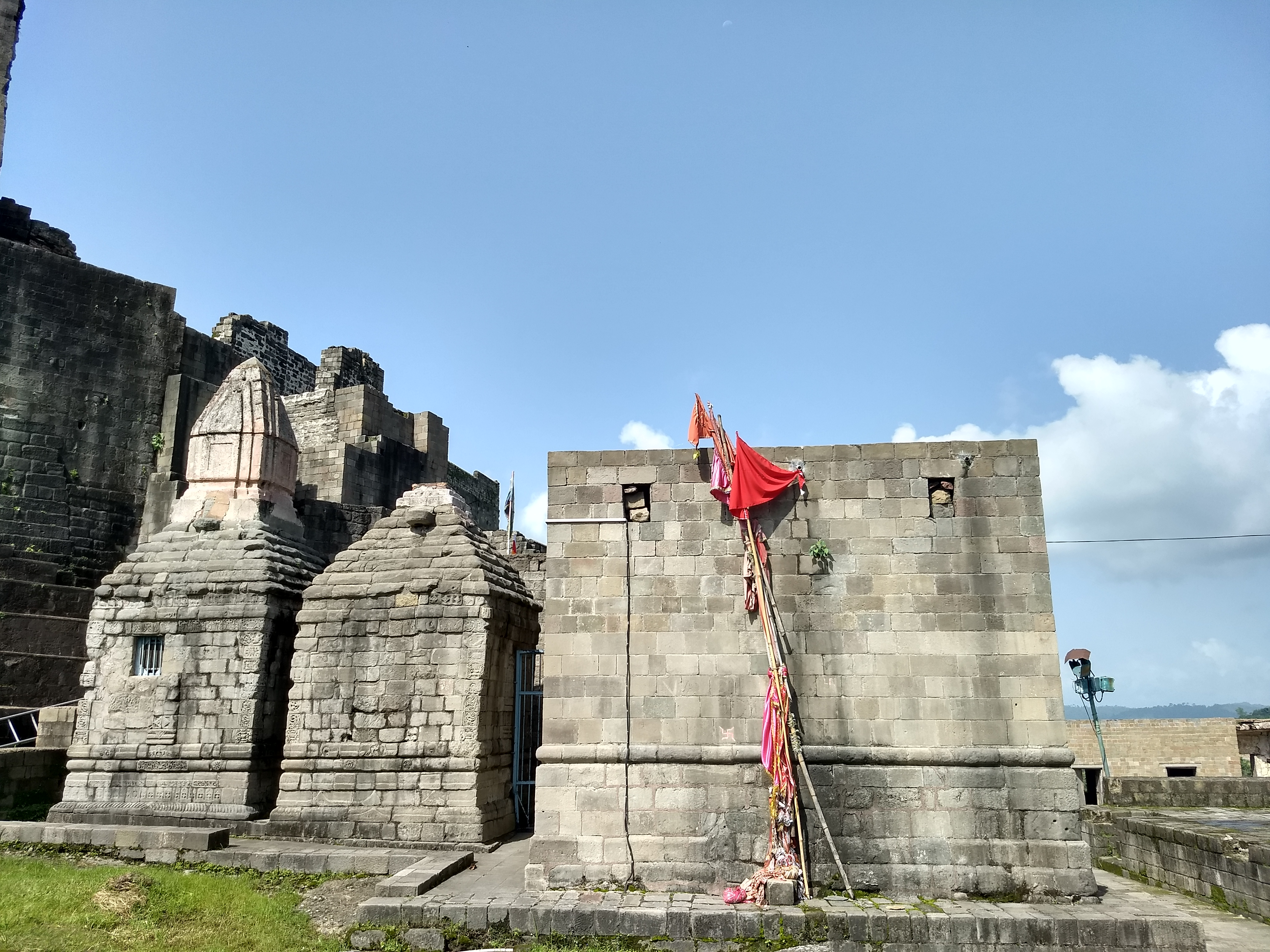
Temple Jaïn à l'intérieur du Fort
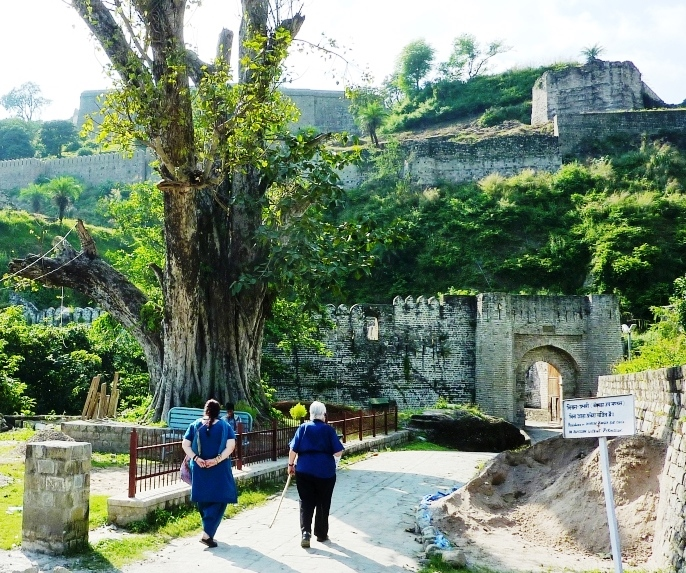
Touristes approchant l'entrée du Fort
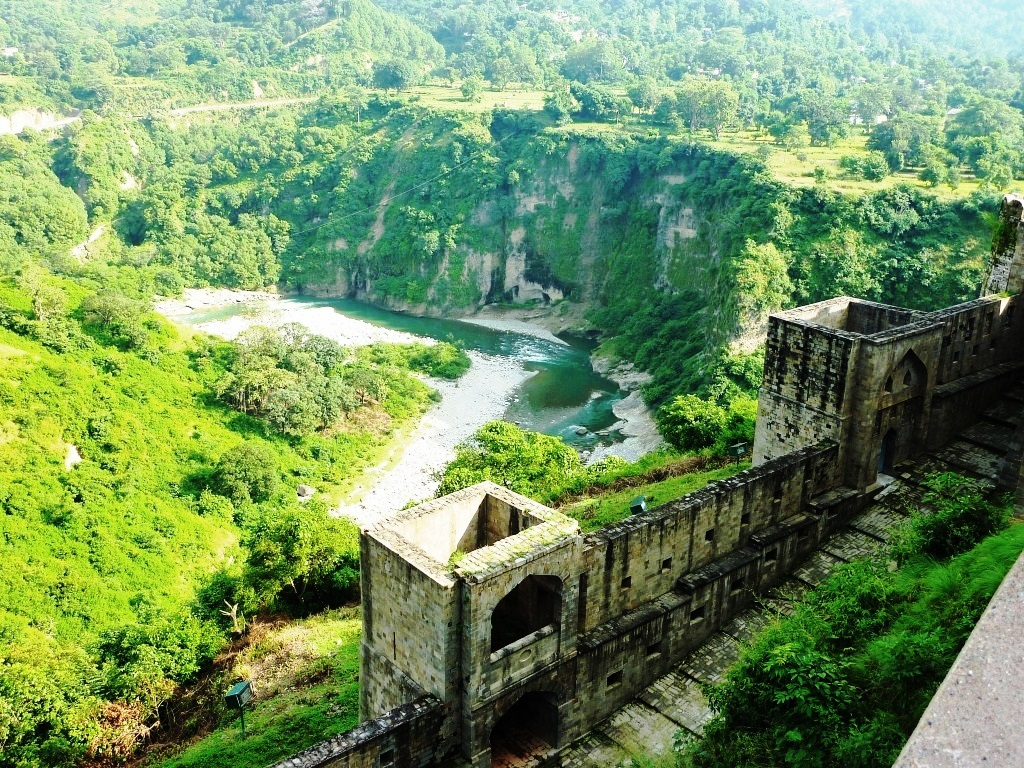
Vue depuis le sommet du Fort de Kangra surplombant la rivière Beas
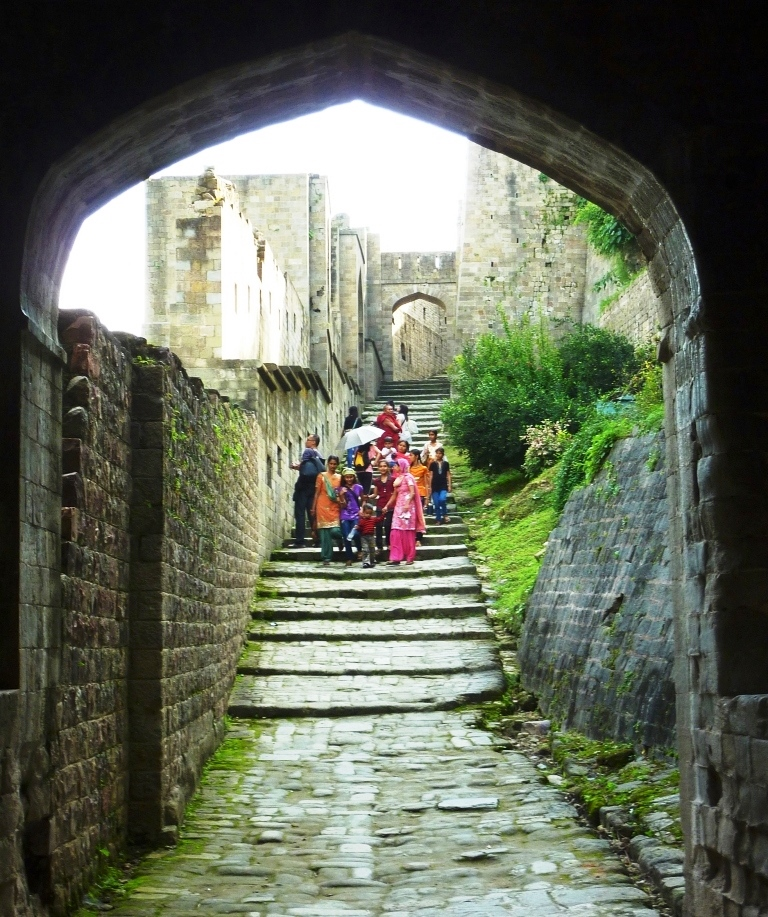
Touristes visitant l'intérieur du Fort de Kangra
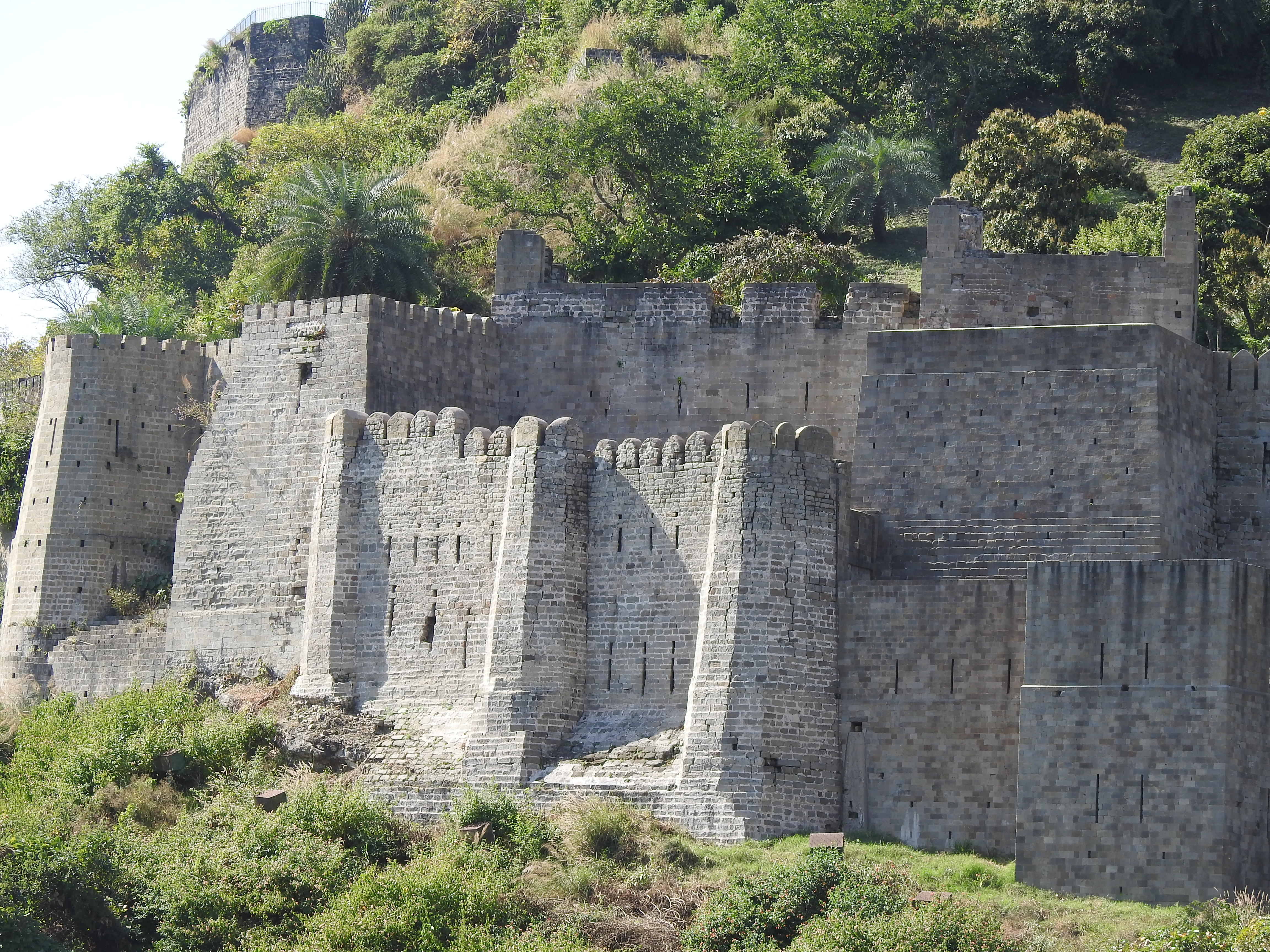
Murs du Fort

## Localisation
Le Fort est situé juste à côté de la ville de Kangra. 32° 06′ N, 76° 16′ E 
Il est construit sur le rocher étroit de Purana Kangra, dominant la vallée alentour et construit stratégiquement à la confluence "Sangam" de la rivière Banganga et des rivières Majhi.